# Dawuhan (Trenggalek)
Dawuhan is een bestuurslaag in het regentschap Trenggalek van de provincie Oost-Java, Indonesië. Dawuhan telt 4437 inwoners (volkstelling 2010).
Bendungan · Dawuhan · Karangsoko · Kelutan · Ngantru · Ngares · Parakan · Rejowinangun · Sambirejo · Sukosari · Sumberdadi · Sumbergedong · Surodakan · Tamanan